# Opossums
Opossums (Didelphis) sind eine Gattung der Beutelratten mit sechs Arten. In einem allgemeineren Sinn werden alle Beutelratten und nicht nur Angehörige dieser Gattung als Opossums bezeichnet. Der Name Opossum stammt aus einer nordamerikanischen Algonkin-Sprache und ist nicht mit der Bezeichnung Possum zu verwechseln, die im Englischen für eine Reihe australischer Beuteltiere und auch das nordamerikanische Nordopossum verwendet wird.

## Beschreibung

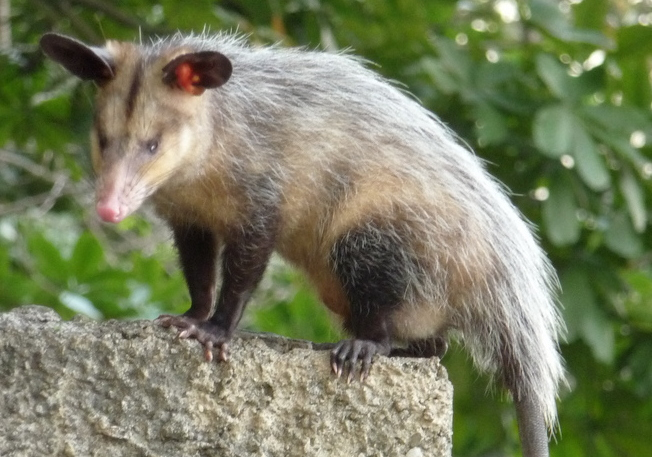
Südopossum (Didelphis marsupialis)

Opossums sind die größten Beutelratten. Sie erreichen eine Körperlänge von 32 bis 50 Zentimeter (vergleichbar mit der Hauskatze), dazu kommt ein ebenso langer, nackter Schwanz. Sie können bis zu 5,5 Kilogramm wiegen. Ihr Fell ist weißlich bis grau und am Kopf haben sie meist drei schwarze Streifen, einen über jedem Auge und einen in der Mitte. Alle vier Füße haben fünf Zehen mit Krallen außer der ersten Zehe der Hinterfüße, die daumenartig entwickelt ist und den anderen Zehen gegenübergestellt werden kann.

### Lebensweise
Für gewöhnlich leben Opossums in bewaldeten oder buschbewachsenen Gebieten. Allerdings sind sie Kulturfolger und kommen auch in Plantagen, Parks und Städten vor. Ihr Verbreitungsgebiet ist seit der Ankunft der Europäer in Nordamerika gewachsen.
Opossums sind nachtaktive Einzelgänger. Anderen Artgenossen begegnen sie meistens aggressiv. Sie können gut schwimmen und mit Hilfe ihres Greifschwanzes auch gut klettern. Trotzdem leben sie aber meist auf dem Boden. Den Tag verbringen sie in Felsspalten, hohlen Bäumen, in selbstgegrabenen Bauten oder in Nestern, die sie mit Gräsern und Blättern auslegen. Opossums sind nicht dauerhaft reviergebunden. Sie bewohnen ein bestimmtes Gebiet nur für ein paar Monate, verteidigen es aber in dieser Zeit hartnäckig gegen andere Opossums.
Zu den natürlichen Feinden der Opossums zählen unter anderem Kojoten, Füchse, Eulen und große Greifvögel. Bei Gefahr stellen sich Opossums tot. Dieses Totstellen ist so auffällig, dass es in Amerika als „playing possum“ zur Redewendung wurde.
Opossums sind immun gegen diverse Schlangengifte und einige andere Gifte. Hierfür ist offenbar der „Lethal toxin neutralizing factor“ verantwortlich.

### Nahrung
Opossums sind Allesfresser. Sie ernähren sich sowohl von Insekten, kleinen Wirbeltieren und Aas als auch von pflanzlichem Material wie Früchten und Körnern.

### Fortpflanzung

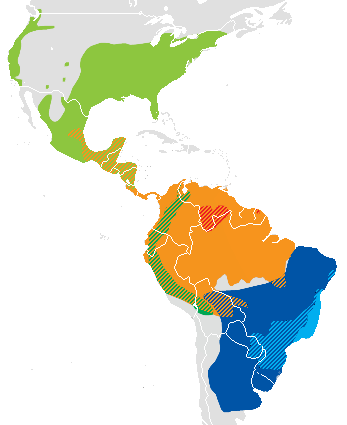
Verbreitungsgebiete der Opossumarten
Nordopossum
Südopossum
Guyana-Weißohropossum
Gemeines Weißohropossum
Großohropossum
Anden-Weißohropossum

Opossumweibchen haben einen gut entwickelten Beutel mit meist 13 Zitzen darin, die kreisförmig angeordnet sind. Nach zwölf- bis vierzehntägiger Tragzeit (eine der kürzesten aller Säugetiere) kommen rund 20 Jungtiere zur Welt. Die Neugeborenen sind einen Zentimeter lang und haben ein Gewicht von 0,13 Gramm. Nicht alle kommen im Beutel unter, die zu kurz Gekommenen verenden. Im Alter von zwei bis drei Monaten verlassen sie erstmals den Beutel. Wenn nicht mehr alle im Beutel Platz haben, reiten einige Jungtiere auf dem Rücken der Mutter. Mit drei bis vier Monaten sind sie selbständig und gegen Ende des ersten Lebensjahres werden Opossums geschlechtsreif. Meist trägt das Weibchen zwei Würfe im Jahr aus, vereinzelt können es auch einer oder drei sein.
Ihre Lebenserwartung beträgt in freier Wildbahn höchstens zwei bis drei Jahre, Exemplare in Gefangenschaft werden bis zu fünf Jahre alt.

## Opossumarten und Verbreitung
Opossums sind die am weitesten verbreitete Gattung der Beutelratten und die einzige, die mit dem Nordopossum auch in Nordamerika vorkommt. Das Verbreitungsgebiet der Gattung erstreckt sich vom südlichen Kanada über die USA bis ins mittlere Argentinien.
Das Nord- oder Virginia-Opossum (Didelphis virginiana) ist die wohl bekannteste Art. Sie ist vom südlichen Kanada bis Costa Rica verbreitet.
Das Südopossum (Didelphis marsupialis) ist vom südlichen Mexiko bis Bolivien verbreitet.
Das Guyana-Opossum (Didelphis imperfecta) ist im nördlichen Südamerika beheimatet.
Das Gemeine Weißohropossum (Didelphis albiventris) lebt im östlichen und zentralen Südamerika.
Das Großohropossum (Didelphis aurita) bewohnt das südöstliche Brasilien und das östliche Paraguay.
Das Anden-Weißohropossum (Didelphis pernigra) lebt in der Andenregion.
Opossums werden nicht nur im deutschsprachigen Raum oft mit dem in Australien vorkommenden und von dort nach Neuseeland eingeschleppten Possum verwechselt. Wahrscheinlich liegt es daran, dass in der Pelzbranche das Fell des Possums, auch Kusus, als „Australisch“, „Tasmanisch“ bzw. „Neuseeländisch Opossumfell“ bezeichnet wird.

## Parasiten
Prestwoodia delicatus ist ein bis zu 11,5 cm langer, in den Nasennebenhöhlen parasitierender Fadenwurm. Heterostrongylus heterostrongylus ist ein gedrungener, bis zu 1,2 cm langer Lungenwurm, der in den Bronchien parasitiert. Didelphostrongylus hayes ist bis zu 1,4 cm lang und besiedelt das Lungenfell.

## Mensch und Opossum

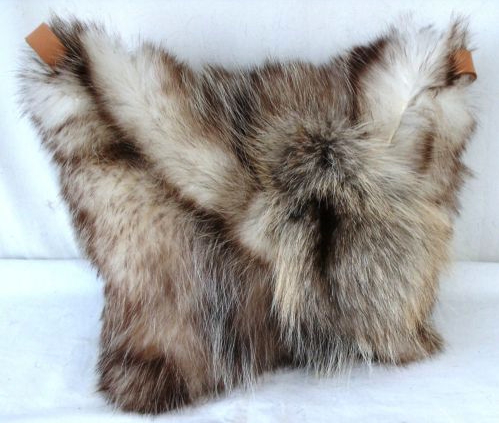
Tasche aus Opossumfell

Vor der europäischen Entdeckung Australiens galten Opossums als einzig bekannte Beuteltiergattung. So wurde ein Exemplar zu Beginn des 16. Jahrhunderts an den Hof der Isabella und des Ferdinand von Spanien gebracht, die voller Verwunderung den Beutel des Tieres befühlten. Die Beuteltiere brachten die vorherrschende Lehrmeinung der „Scala Naturae“ (lat. Stufenleiter der Natur) durcheinander, die jedem Lebewesen einen festen Platz auf einer aufsteigenden Skala bot. Als „Skurrilität“ wurde ein säugendes Opossum auch auf der Mercator-Weltkarte von 1569 dargestellt.
Als Kulturfolger profitieren Opossums mehr von der Anwesenheit des Menschen als viele andere Tiere. Sie finden Nahrung in Mülleimern und auf Plantagen und es wird ihnen nachgesagt, dass sie manchmal Geflügel reißen, weswegen sie teilweise als Plage angesehen und gejagt werden. Eine weitere Gefahrenquelle für Opossums stellt der Straßenverkehr dar.
Opossums wurden wegen ihres Fleisches gejagt, auch als Labortiere werden sie verwendet. Das Opossumfell wird als Pelz genutzt. Im 19. Jahrhundert begannen Farmer in den Vereinigten Staaten sogar, Opossums zu züchten.
Generell kommen diese Tiere häufig vor und keine der Arten ist laut IUCN gefährdet.
Eine breite mediale Aufmerksamkeit in Deutschland erfuhr 2008 das schielende Opossumweibchen Heidi. Beachtung fand auch das Opossum Ratatouille, das in einem Werbefilm eines US-amerikanischen Skigebiets aus dem Jahr 2012 Snowboard fährt.